# دنی آیلو
دنی آیِلُو (به انگلیسی: Danny Aiello) با نام کامل دنیل لوئیس آیِلُو (به انگلیسی: Daniel Louis Aiello Jr.) (زاده ۲۰ ژوئن ۱۹۳۳ – درگذشته ۱۲ دسامبر ۲۰۱۹) هنرپیشه اهل ایالات متحده آمریکا بود. او پس از یک دوره کوتاه بیماری در ۸۶ سالگی درگذشت.
دنی آیلو، نخستین‌بار در فیلم طبل را آهسته بزن (۱۹۷۳) به ایفای نقش پرداخت.
او برای فیلم کار درست را بکن (۱۹۸۹) نامزد جایزه اسکار و جایزه گلدن گلوب شد. او برای این فیلم برنده جایزه بهترین هنرپیشه مرد نقش مکمل انجمن منتقدان فیلم بوستون، انجمن منتقدان فیلم لس آنجلس، و انجمن منتقدان فیلم شیکاگو شد.

## گزیده فیلمشناسی
- طبل را آهسته بزن (فیلم) (۱۹۷۳)
- پدرخوانده: قسمت دوم (۱۹۷۴)
- جبهه (فیلم) (۱۹۷۶)
- انگشت‌ها (فیلم ۱۹۷۸) (۱۹۷۸)
- دژ آپاچی، برانکس (۱۹۸۱)
- روزی روزگاری در آمریکا (۱۹۸۴)
- ماسک مرگ (۱۹۸۴)
- برادوی دنی رز (۱۹۸۴)
- رز ارغوانی قاهره (۱۹۸۵)
- روزگار رادیو (۱۹۸۷)
- ماه‌زده (۱۹۸۷)
- راه حل سوم (۱۹۸۸)
- کار درست را بکن (۱۹۸۹)
- شب‌های هارلم (۱۹۸۹)
- مرد ژانویه (۱۹۸۹)
- نردبان یعقوب (فیلم) (۱۹۹۰)
- هادسون هاوک (۱۹۹۱)
- خیابان ۲۹ام (فیلم) (۱۹۹۱)
- روبی (فیلم) (۱۹۹۲)
- معشوقه (فیلم ۱۹۹۲) (۱۹۹۲)
- باشگاه گورستان (۱۹۹۳)
- لئون حرفه‌ای (۱۹۹۴)
- آماده پوشیدن (۱۹۹۴)
- تالار شهر (فیلم ۱۹۹۶) (۱۹۹۶)
- ماه موهاوی (۱۹۹۶)
- روز در دره ۲ (۱۹۹۶)
- شاهزاده سنترال پارک (۲۰۰۰)
- کلید خاموش (۲۰۰۱)
- شماره شانس اسلوین (۲۰۰۶)
- به من برس (۲۰۱۴)